# Satícula

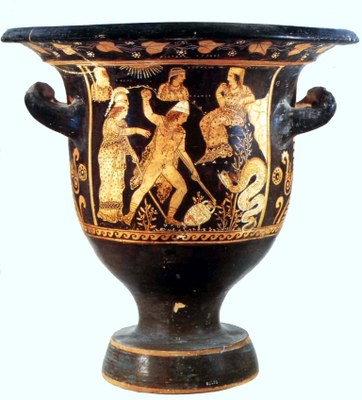
Crátera de campana de Asteasexpuesta en el Museo Arqueológico de Nápoles y encontrada en el área arqueológica de Santa Agata de' Goti (Bn), la antigua Satícula.

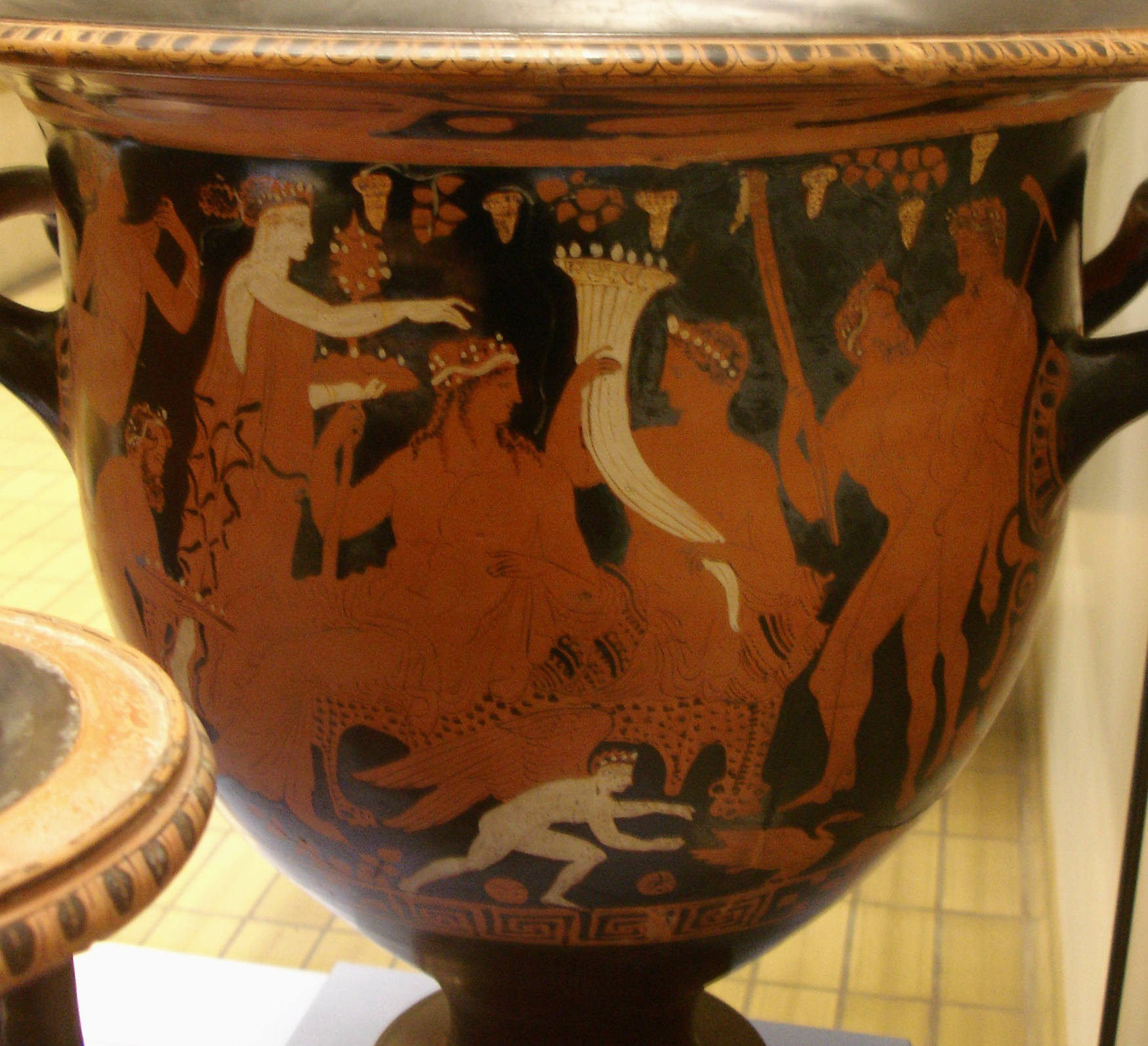
Crátera de figuras rojas proveniente de Satícula.

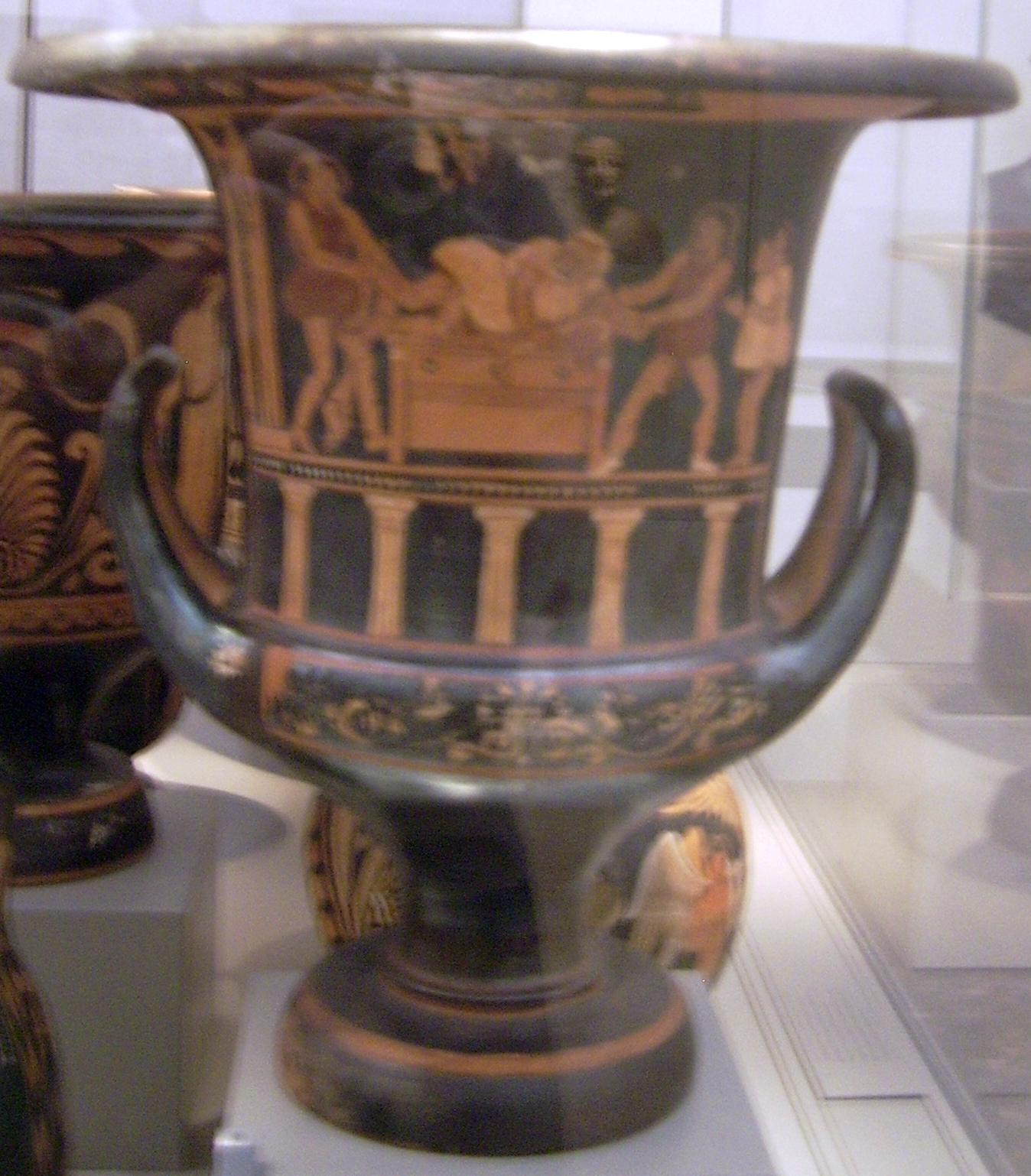
Otra crátera, con la firma de Asteas.

Satícula (o Saticola) es una antigua ciudad samnita, parte de la Confederación de las ciudades samnitas. El lugar preciso de su ubicación es prácticamente desconocido, porque, como cuentan algunos autores de la historia romana y de la tradición popular local, ésta estuvo destruida completamente por los Romanos como venganza contra los samnitas que habían humillado los soldados romanos en la Batalla de las Horcas Caudinas (321 a. C.).

## Ubicación
A pesar de las incertidumbres, debía encontrarse, grosso modo, entre la antigua Capua al norte, Caudium al este y el territorio campano al oeste, sobre la orilla izquierda del río Volturno, presumiblemente en las pendientes del monte Taburno en la localidad de  Faggiano, donde han hay hallazgos arqueológicos importantes que confirmarían esta hipótesis.
Su gente, los Satícolos, se mencionan en Virgilio en el libro VII del Eneida: por lo tanto, ya en la época de la fundación de Roma, los habitantes de Saticula se distinguían entre otros pueblos del Appennino meridional, y estaban claramente indicados y reconocidos en su identidad étnica.
De hecho, el área de su probable ubicación está reconocida a partir ya del siglo XVIII debido a una cantidad  imponente de hallazgos arqueológicos, como vajilla, monedas, tumbas y necrópolis  etruscas. Según la tradición local  la actual Santa Agata de' Goti (BN)  sería la heredera histórica.

## Topónimo
Las raíces de su topónimo se remontan generalmente al periodo etrusco, y el nombre mismo está latinizado tras la expansión de la civilización romana. De hecho, si el nombre fuese latino, querría significar "muy cultivada" o "muy culta" y así pues "muy civil", como  atestiguan los jarrones saticulanos, entre los cuales una crátera que representa el mito de Alcmena está conservada en el Museo Británico de Londres.
Pero, ya que los satículos y su ciudad Saticula preexistían a los Romanos, tendría quizás razón un estudioso inglés, que sostiene que la etimología de Saticula es el osco "sati-ko"; y así pues, si así fuese, la fundación de Saticula, o Saticola, estaría en el periodo osco, es decir tras las migraciones de los oscos al sur de Italia (VI-V siglo a. C.).
Del análisis de los hallazgos arqueológicos en el área presumiblemente de Saticula se puede pensar que la ciudad, por su posición geográfica de inmediata frontera con la Campania, fuese más un centro de comercio y de intercambios artístico y cultural que una ciudadela más específicamente militar, como podía ser por ejemplo Caudio. De hecho, la vajilla de exquisita factura artística encontrada en Santa Agata de' Goti provenía de Paestum; y así también los collares provenían probablemente de la Magna Grecia y de la Etruria.

## Curiosidad
"Saticula" es  un género de mariposa (Homoptera, Cicadoidea, Tibicinidae), descrita sobre la Revue Française de Entomologie: no está especificado si tiene relación con la Ciudad samnia.